# C19H24BrNO3
化学式C19H24BrNO3（摩尔质量：394.309 g/mol）可以指：
- DOB-NBOMe，PubChem CID：169776410
- 溴甲可待因，CAS号：125-27-9